# Жолкевські
Жолке́вські (іноді Жовке́вські, Жулкевські; пол. Żołkiewski, Żółkiewscy) — шляхетські роди Королівства Польського.

## ГербуЛюбич

Герб Любич.

Єзуїт о. Каспер Несецький стверджував, що Жолкевські «перенеслися» до Руського воєводства з Мазовії. Первісно представники роду сповідували православ'я, але згодом перейшли до католицизму.
- Микола — військовик, загинув у сутичці з волохами (за відомостями Бартоша Папроцького — белзький воєвода за правління короля Олександра Ягайлончика (наприкінці XV — на початку XVI ст.)); 
  - Микола — медицький староста, про нащадків не відомо
  - Станіслав — воєвода белзький, руський
    - Станіслав — гетьман великий коронний, польний коронний, київський воєвода в 1608—1618 рр., найвідоміший представник роду
      - Зофія — дружина Івана (Яна) Даниловича, бабця короля Яна III Собеського
      - Ян — староста калуський, яворівський, грубешівський.

    - Микола (пом. перед або 1603[4]) — львівський підкоморій; дружина — Анна з Ходорославських — 1641 року як його вдова примножила фундуш для римо-католицької парафії Бродів[5][6]
      - Адам — коронний обозний
      - Анна — дружина скальського старости, кам'янецького каштеляна Яна Гербурта (за відомостями Каспера Нєсєцкого)
      - Лукаш — брацлавський воєвода, староста калуський, хмільницький, переяславський.

## ГербуБонча

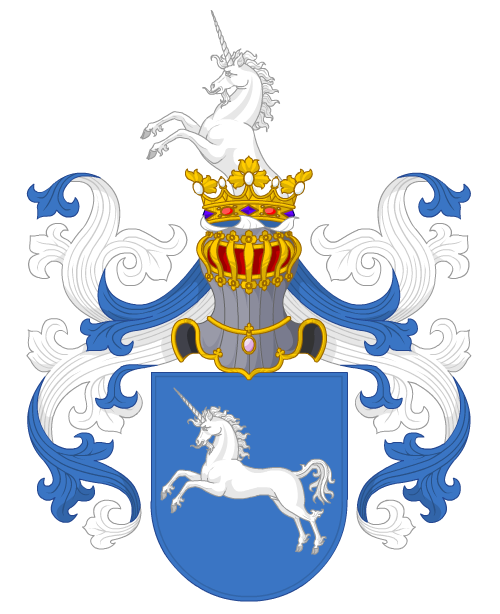
Герб Бонча.

Зафіксовані в Холмській землі.
- Станіслав Жолковський — земський холмський суддя
- Бернард (пом. 1719, Станиславів) — чернець-домініканин[3]
- Кшиштоф — чоловік Дороти з Бжеських гербу Окша, доньки Александера та його дружини Софії Грабянки[7] За даними о. Шимона Старовольського, існував його надгробок з епітафією, де згадано його.[8]